# Quercus oglethorpensis
Quercus oglethorpensis es una especie arbórea de la familia de las fagáceas. Está clasificada en la Sección Quercus, que son los robles blancos de Europa, Asia y América del Norte. Tienen los estilos cortos; las bellotas maduran en 6 meses y tienen un sabor dulce y ligeramente amargo, el interior de la bellota tiene pelo. Las hojas carecen de una mayoría de cerdas en sus lóbulos, que suelen ser redondeados. 

## Distribución
Quercus oglethorpensis es un árbol caducifolio, que crece aproximadamente hasta los 25 metros de altura, con un diámetro a la altura del hombre de unos 80 cm. Tiene un tronco recto. La corteza es de color gris claro, escamosa. Las ramas son retorcidas, no tienen pelo, y púrpuras. Las gemas son globosas, de color rojo marrón, de 2-2,5 mm de largo. Las hojas miden 5-13 x 2-4 cm, de hoja caduca, estrechamente elípticas a oblanceoladas. El ápice es obtuso, base cuneiforme, entera, pero a veces el margen es ondulado o ligeramente lobulado cerca del ápice, de color verde oscuro, sin pelos por encima , de color verde claro por debajo con pubescencia de color amarillento, de color amarillo el nervio central con 3-5 pares de venas. El peciolo mide 2-7 mm. Las flores aparecen en primavera. Las bellotas miden 1,6-2 cm de largo, ovoides, de color marrón oscuro, sésiles o con un pedúnculo corto de 7 mm, cerrada 1/3 de taza, taza de la parte superior en forma de escamas adpresas. Las bellotas maduran al cabo de 1 año.
La especie se encuentra en Piedmont , suroeste de Georgia, el noreste de Carolina del Sur, Luisiana y Misisipi, entre los 0-200 m de alatitud. Esta especie de roble prefiere suelos ricos y húmedos.

## Enfermedades
Habitualmente esta especie de roble está afectado por el cancro del castaño.

## Taxonomía
Quercus oglethorpensis fue descrita por Wilbur Howard Duncan y publicado en American Midland Naturalist 24(3): 755–756. 1940.
Etimología
Quercus: nombre genérico del latín que designaba igualmente al roble y a la encina.
oglethorpensis: epíteto geográfico que alude a su localización en el Condado de Oglethorpe, Georgia, donde fue descubierta por primera vez.